# Россиус, Жан
Жан Ро́ссиус (нем. Jean Rossius; 27 декабря 1890 года, Сумань — 2 мая 1966 года, Льеж) — бельгийский шоссейный велогонщик. Чемпион Бельгии в классе шоссейных велогонок 1919 года, пятикратный победитель этапов Тур де Франс.

## Спортивная биография
Жан Россиус начал профессиональную карьеру велогонщика в 1913 году в составе команды Alcyon — одной из ведущих велогоночных команд своего времени. Пять раз становился победителем этапов престижной веломногодневки Тур де Франс: в 1914 году второй и девятый этапы, первый этап в 1919 году, седьмой и пятнадцатый этапы в 1920 году. В 1914 году, несмотря на то, что в первой же гонке Россиус пришёл на финиш одновременно с Филиппом Тисом, лидером был записан Тис. Второй этап Тис и Россиус также прошли с одним временем, и вплоть до шестого этапа оба они значились лидерами генеральной классификации, после чего Россиус уступил единоличное лидерство Тису. В 1919 году Россиус победил на первом этапе, но из-за назначенного 30-минутного штрафа возглавить генеральную классификацию ему не удалось: её возглавил француз Анри Пелисье, показавший в гонке второе время. Жан Россиус трижды бывал записан в итоговую классификацию Тур де Франс: на четвёртом месте в 1914 году, на седьмом в 1920 году и на девятом в 1922 году.
В монументальных классиках Россиус не побеждал, но тем не менее, несколько раз завоёвывал высокие места: в гонке Льеж — Бастонь — Льеж в 1911 году пришёл к финишу на шестом месте, на третьем месте был в 1921 году, на втором в 1923 году. В Туре Фландрии был седьмым в 1923 году, а в гонке Париж — Рубе пятым в 1913 году, седьмым в 1919 году и вторым в 1922 году.
В других классических гонках результаты были схожими: в гонке Париж — Тур занимал шестую позицию в 1913 году, был третьим в 1919 году, пятым в 1920 году, четвёртым в 1922 году и пятым в 1925 году. В гонке Париж — Брюссель был шестым в 1913 году и четвёртым в 1914 году, был седьмым на Criterium de Paris в 1923 году. Занимал третье место на гонке GP Wolber в 1923 году.
Был победителем чемпионата Бельгии в классе шоссейных велогонок 1919 года, занимал 2—3 места в 1913 году (вместе с Россиусом этих самых мест были удостоены ещё десять гонщиков), был четвёртым в 1922 году и десятым в 1923 году.